# Calcio Foggia
Calcio Foggia is een Italiaanse voetbalclub uit Foggia in Zuid-Italië.
De club werd in 1920 opgericht en speelde tot de jaren 60 voornamelijk in de lagere reeksen. De club promoveerde in 1964 voor het eerst naar de Serie A en kon daar drie jaar standhouden, in het eerste seizoen eindigde de club negende. In 1970 keerde de club terug maar degradeerde onmiddellijk terug naar de Serie B. Foggia keerde terug in 1973 en startte vrij goed maar de terugronde was alarmerend en bovendien was de ploeg verwikkeld in een corruptieschandaal, degradatie was onafwendbaar. Maar Foggia recupereerde en kwam in 1976 terug, dit keer kon de club twee seizoenen standhouden.
In de jaren 80 zakte de club weg naar lagere reeksen en kon pas in 1989 terug promoveren naar de Serie B. Foggia werd kampioen in 1991 en promoveerde zo naar de hoogste klasse. Foggia eindigde negende al verloor de club op de laatste speeldag wel met 8-2 van kampioen AC Milan (terwijl de club eerst 1-2 voorstond). De volgende twee seizoenen was de club een middenmoter. 1994/95 leek goed te starten maar dan zakte het team weg en degradeerde in het vierde seizoen in de hoogste klasse. In 1998 degradeerde de club naar de Serie C1 en een jaar later zelfs naar de Serie C2 waardoor de club een van de snelste achteruitgangen kende van de recente geschiedenis.
Na vier jaar vierde klasse promoveerde de club in 2003 terug naar de Serie C1.

## Eindklasseringen
| Seizoen | Competitie                          | Niveau | Eindstand | Coppa Italia | Opmerking                                                               |
| ------- | ----------------------------------- | ------ | --------- | ------------ | ----------------------------------------------------------------------- |
| 2000/01 | Serie C2 Girone C                   | IV     | 9         | --           |                                                                         |
| 2001/02 | Serie C2 Girone C                   | IV     | 5         | --           | Finale promotieserie > Paternò (0-0 doelsaldo reguliere competitie)     |
| 2002/03 | Serie C2 Girone C                   | IV     | 1         | --           |                                                                         |
| 2003/04 | Serie C1 Girone B                   | III    | 9         | --           | Naamswijziging in US Foggia                                             |
| 2004/05 | Serie C1 Girone B                   | III    | 10        | --           |                                                                         |
| 2005/06 | Serie C1 Girone B                   | III    | 13        | --           |                                                                         |
| 2006/07 | Serie C1 Girone B                   | III    | 4         | --           | Finale promotieserie > US Avellino (1-3)                                |
| 2007/08 | Serie C1 Girone A                   | III    | 5         | --           | halve finale promotieserie                                              |
| 2008/09 | Lega Pro Prima Divisione Girone B   | III    | 5         | 1e ronde     | halve finale promotieserie                                              |
| 2009/10 | Lega Pro Prima Divisione Girone B   | III    | 15        | 2e ronde     | verliezer play-out > Pescina VG (3-3)                                   |
| 2010/11 | Lega Pro Prima Divisione Girone B   | III    | 6         | --           |                                                                         |
| 2011/12 | Lega Pro Prima Divisione Girone A   | III    | 11        | 2e ronde     | Licentie ingeleverd > amateurs                                          |
| 2012/13 | Serie D Girone H                    | V      | 5         | --           | Finale regionale promotieserie, promotie vanwege opvulling              |
| 2013/14 | Lega Pro Seconda Divisione Girone B | IV     | 5         | --           |                                                                         |
| 2014/15 | Lega Pro Girone C                   | III    | 7         | --           |                                                                         |
| 2015/16 | Lega Pro Girone C                   | III    | 2         | 3e ronde     | Finale promotieserie AC Pisa (3-5); Ligatopscorer: Pietro Iemmello (24) |
| 2016/17 | Lega Pro Girone C                   | III    | 1         | 2e ronde     |                                                                         |
| 2017/18 | Serie B                             | II     | 9         | 3e ronde     |                                                                         |
| 2018/19 | Serie B                             | II     | 16        | 2e ronde     | Licentie ingeleverd > amateurs; Naamswijziging Calcio Foggia 1920       |
| 2019/20 | Serie D Girone H                    | IV     | 1         | --           |                                                                         |
| 2020/21 | Serie C Girone C                    | III    | 9         | --           | 2e ronde promotieserie                                                  |
| 2021/22 | Serie C Girone C                    | III    | 7         | --           | 8e finale promotieserie                                                 |
| 2022/23 | Serie C Girone C                    | III    | 4         | --           | Finale promotieserie > Calcio Lecco 1912: 1-2 / 1-3                     |
| 2023/24 | Serie C Girone C                    | III    | 11        | vooronde     |                                                                         |
| 2024/25 | Serie C Girone C                    | III    | 17        | --           | play outs > ACR Messina: 0-0 (U) /                                      |

## In Europa
1/2 = halve finale, T/U = Thuis/Uit, W = Wedstrijd .
Uitslagen vanuit gezichtspunt Foggia Calcio
| Seizoen | Competitie | Ronde | Land                 | Club             | Totaalscore  | 1e W       |
| ------- | ---------- | ----- | -------------------- | ---------------- | ------------ | ---------- |
| 1992    | Mitropacup | 1/2   | Vlag van Joegoslavië | Borac Banja Luka | 2-2 (2-4 ns) | 2-2 nv (T) |

## Bekende (oud-)spelers
- Francesco Baiano
- Alberto Bigon
- Pierpaolo Bresciani
- José Chamot
- Denis Dasoul
- Luigi Di Biagio
- Igor Kolyvanov
- Massimo Marazzina
- Pierre-Yves Ngawa
- Luis Oliveira
- Pasquale Padalino
- Dan Petrescu
- Roberto Rambaudi
- Flavio Roma
- Bryan Roy
- Andrea Seno
- Igor Shalimov
- Giuseppe Signori
- Andries Noppert